# Abraham Baer

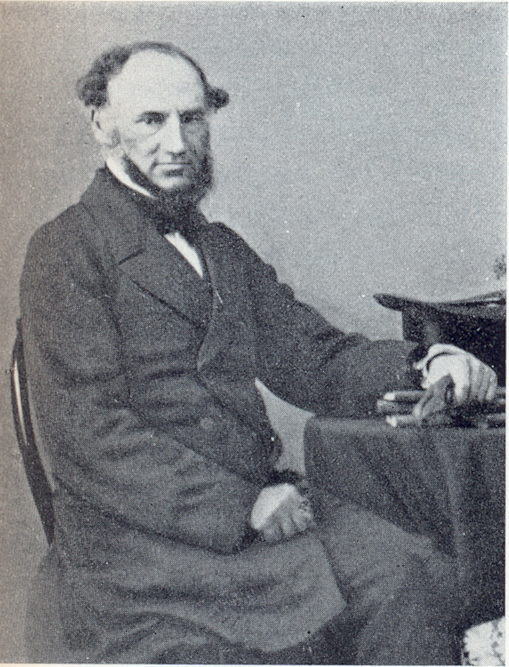
Abraham Baer

Abraham Baer (* 26. Dezember 1834 in Filehne; † 6. März 1894 in Göteborg) war ein deutscher Chasan, Komponist liturgischer Musik und Autor. 

## Leben
Baer war Verfasser von Baal T'filla („Der practische Vorbeter“), einer Sammlung der gottesdienstlichen Gesänge, die aus 1.505 Melodien besteht und 1871 im Verlag J. Kauffmann in Frankfurt am Main zum Preis von 30 Mark erschien. Eine zweite erweiterte Ausgabe erschien 1883. Das Werk besteht aus vier Teilen: 1) Gottesdienste an Wochentagen, 2) Schabbat-Gottesdienst, 3) Pessach, Schawuot und das Laubhüttenfest, (4) die Hohen Feiertage Rosch Haschana und Jom Kippur. Ein Anhang enthält Hinweise zur Liturgie, zur Toravorlesung sowie zur Abfassung von Verlobungs- und Eheverträgen.